# Enotropeas
En la mitología griega, las conocidas como Enótropos o Enotropeas (en griego Οἰνοτρόπαι, Oinotrópai u Οἰνοτρόφαι, Oinotróphai) eran las hijas de Anio y una tal Doripe, que se corrige por Dríope. El nombre colectivo de las muchachas significa «Viñadoras» o «Viticultoras», como a veces se traduce en español. Son tres en número: Espermo (Σπερμώ, «semilla», refiriéndose al grano de trigo), Eno (Οἰνώ, «vino») y Elaide, Eleda o Elais (Ἐλαΐς, «aceite de oliva»). Dioniso, que era tatarabuelo de las muchachas, les concedió el don de obtener de la tierra, a voluntad, aceite, trigo y vino, o bien tanta fruta o mieses como ellas desearan.
Cuando los griegos llegaron a Delos en su travesía hacia Troya, Anio trató de convencerlos para que permanecieran allí nueve años, pues sabía que por sus dotes proféticas el décimo año destruirían Troya. Les prometió que sus hijas alimentarían al ejército, que se encontraba famélico. En Ovidio es Agamenón quien envía a Odiseo y Menelao con la intención de buscar a las muchachas para avituallar al ejército. Al principio las muchachas acudieron de buena gana pero entonces Odiseo las ató y las obligó a embarcarse en su nave con destino a Troya. Las tres huyeron, dos de ellas a Eubea y la otra a Andros, y Agamenón envió naves en su persecución y amenazó con la guerra si no se entregaban. Traicionadas por uno de sus hermanos las tres no tuvieron más remedio que entregarse, pero invocaron a Dioniso, quien, como las tres estaban muy unidas, las transformó en palomas blancas, y desde entonces las palomas están muy protegidas en Delos.
En 1999 se bautizó un cometa con el nombre una de las Enótropos, 13862 Elais. 